# Первомайский (Новокубанский район)
Первомайский — посёлок в Новокубанском районе Краснодарского края.
Входит в состав Прикубанского сельского поселения.

## География

### Улицы
- ул. Мира,
- ул. Терешковой.

## Население
| 2002 | 2010 |
| ---- | ---- |
| 363  | ↗386 |